# Henry Fawcett

Henry Fawcett

Henry Fawcett [ˈfɔːsət] PC FRS (* 26. August 1833 in Salisbury; † 6. November 1884 in Cambridge) war ein englischer Volkswirt und Politiker.

## Leben
Fawcett stammte aus einer bürgerlichen Familie, sein Vater war Kaufmann, die Mutter die Tochter eines Rechtsanwalts. Er studierte am Trinity College in Cambridge, und zeigte gute Leistungen in Mathematik. Als siebtbester seines Jahrgangs erhielt er 1856 die Mitgliedschaft als Fellow seines Kollegs. Im September 1858 erblindete er bei einem Unfall auf der Jagd vollständig. Nachdem er sich durch seine wissenschaftlichen Arbeiten einen geachteten Namen erworben hatte, wurde er 1863 zum Professor der Volkswirtschaft an der University of Cambridge gewählt. 1865 trat er als adoptierter Kandidat für die Liberal Party im Wahlkreis Brighton zur Wahl zum britischen Parlament an und wurde 1868 erneut in diesem Wahlkreis gewählt, ab 1874 zog er für den Wahlkreis Hackney als gewählter Abgeordneter ins House of Commons ein. Im Parlament geht ein Reformgesetz des Jahres 1867 im Wesentlichen auf ihn zurück, in Ausschüssen zur Finanzfragen zu Indien setzte er sich für dieses Land ein, er galt als the member for India. Darüber hinaus verurteilte er die blutige Niederschlagung des Aprilaufstandes 1876 in Bulgarien und setzte sich zusammen mit Lord Lawrence gegen den Krieg in Afghanistan ein. Er trat für die Verhältniswahl ein. 1880 wurde er im Kabinett von Gladstone zum Generalpostmeister ernannt. In diesem Amt konnte er mehrere Verbesserungen im englischen Postwesen durchführen, dazu gehört am 1. August 1883 die Einführung der Paketpost. Er starb 1884.
Er war mit Millicent Garrett Fawcett DBE (1847–1929) verheiratet, sie verfasste Bücher zu sozialwissenschaftliche Themen, speziell zu Frauenfrage („Essays and lectures“, 1872; „Political economy for beginners“, 5. Aufl. 1885). Mit seiner Ehefrau hatte er eine gemeinsame Tochter, Philippa Fawcett (1868–1948), die später eine erfolgreiche Mathematikerin wurde.

## Ehrungen
Auf dem Marktplatz seines Heimatortes Salisbury wurde zu seinen Ehren die Henry-Fawcett-Statue errichtet, auch in London findet sich eine Gedenkstätte an der Westminster Abbey. Er gehörte seit 1882 als Fellow der Royal Society an, seit dem 3. Mai 1880 dem Privy Council. 1882 wurde er Ehrendoktor der Universität Würzburg, 1883 Ehrendoktor (Hon. LL.D.) und Lordrektor der University of Glasgow und Ehrendoktor (Hon. D.C.L.) der University of Oxford.

## Schriften
- Manual of political economy. 1863, 6. Auflage 1883.
- The economic position of the British labourer. 1865.
- Pauperism, its causes and remedies. 1871.
- Speeches on some current political questions. 1873.
- Free trade, protection and reciprocity. 6. Auflage. 1885, deutsch, Leipzig 1878.
- Indian finance. 1880.
- State socialism and the nationalisation of the land. 1883.